# Kena-Upanishad
Die Kena-Upanishad (Sanskrit: केन उपनिषद् Kena Upanishad  f. oder auch केनोपनिषद् – kenopaniṣhad) ist eine der früheren prinzipiellen (mukhya – मुख्य) Upanishaden des Hinduismus. Im aus 108 Upanishaden bestehenden Muktika-Kanon (muktikā – मुक्तिका) wird sie an zweiter Position geführt. Sie ist Teil des Samavedas (sāmaveda – सामवेद). Ihr Entstehungsdatum ist unsicher, sie wird aber in Indien meist dem 6. oder 5. vorchristlichen Jahrhundert zugewiesen.

## Etymologie

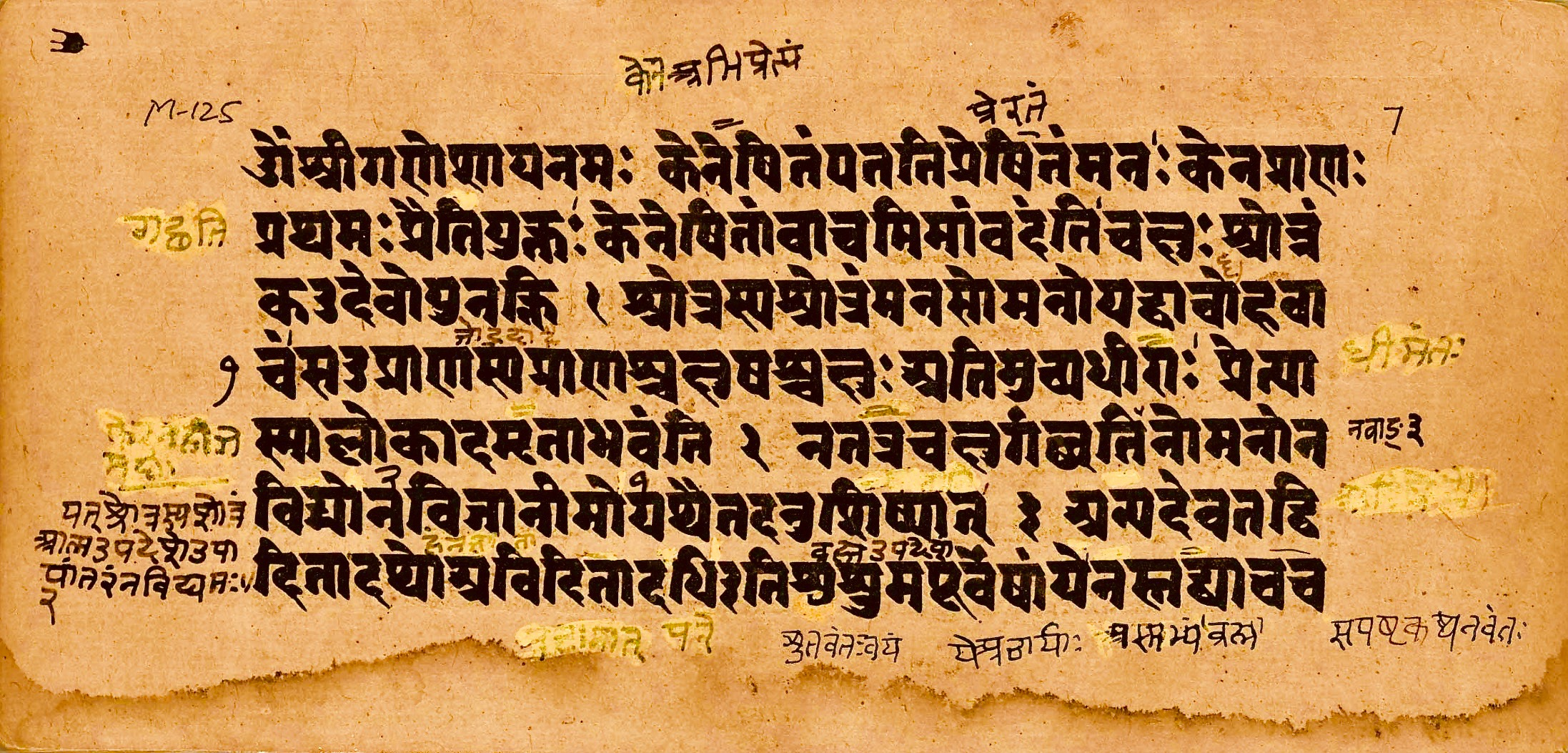
Die ersten vier Verse der Kena-Upanishad

Das Sanskritwort kena (केन) bedeutet je nach Objekt-Subjekt-Kontext wodurch, womit, woher, von wem oder durch wen, wie, warum, aus welcher Ursache. Es ist der Instrumentalis von ka (क – wer, was) oder kim (किम् – was, wie, warum). Die Wurzel von Kena mit der Bedeutung von wem oder weswegen findet sich im ersten, namensverleihenden Vers des ersten Khandas (khaṇḍa – खण्ड):

„ओं केनेषितं पतति प्रेषितं मनः
केन प्राणः प्रथमः प्रैति युक्तः
केनेषितां वाचमिमां वदन्ति
चक्षुः श्रोत्रं क उ देवो युनक्ति ॥ १ ॥“

„oṃ keneṣitaṃ patati preṣitaṃ manaḥ kena prāṇaḥ prathamaḥ praiti yuktaḥ keneṣitāṃ vācamimāṃ vadanti cakṣuḥ śrotraṃ ka u devo yunakti“

„Om. Was veranlasst und bewegt den Verstand, seine Objekte zu beleuchten? Von wem wird der erste Atemzug in Bewegung gesetzt? Wessen Willen ist es, dass Menschen sprechen? Durch welche Intelligenz sehen Augen und hören Ohren?“

## Einführung
Die Kena-Upanishad hat einen ungewöhnlichen Aufbau, da die ersten 13 Verse in metrischer Gedichtform abgefasst wurden, die folgenden 15 Verse jedoch als Prosa. Im Epilog folgen dann erneut 6 Prosaverse. Paul Deussen ist der Ansicht, dass die 15 Prosaverse des Hauptteils wesentlich älter sind als die vorangestellten 13 poetischen Strophen. Die Kena-Upanishad stellt somit ein Bindeglied zwischen den älteren prosaischen und den jüngeren metrischen Upanishaden dar.
Die Upanishade ist bekannt für ihre Ausführungen über Brahman mit Attributen, aber auch über Brahman ohne Attribute. Sie stellt außerdem eine Abhandlung über rein konzeptverhaftetes Wissen dar. Sie behauptet, dass die letztendliche Ursache der Götter – die gewöhnlich als Symbole von Naturkräften betrachtet werden – im Brahman zu suchen ist. Aus diesem Grund wurde die Kena-Upanishad innerhalb des Hinduismus zu einer der grundlegenden Schriften des Vedantas – sowohl in theistischen als auch in monistischen Schulrichtungen. Bedeutend in ihr sind auch die Vorstellungen des spirituellen Menschen, des wundervollen Selbsts, das selbst die Götter beneiden und des Trachtens nach Wissen und Spiritualität, das sämtliche Lebewesen gemein haben.

## Zeitliche Stellung
Wie auch bei anderen vedischen Texten liegt die zeitliche Stellung der Kena-Upanishad im Dunkeln und ist daher von Sanskritgelehrten umstritten. Ihre Standpunkte beruhen hierbei auf sehr lückenhaftem Beweismaterial. Oft werden auch Archaismen im Stil und Textwiederholungen heranbemüht, oder es werden Vermutungen über Ideenentwicklungsgeschichte angestellt. Auch Vermutungen über die gegenseitige Beeinflussung indischer Philosophien werden herangezogen, um die Upanishade chronologisch einordnen zu können.
Stephen H. Phillips stellt das Erscheinungsdatum der Kena-Upanishad hinter die Brihadaranyaka-Upanishad, die Chandogya-Upanishad, die Isha-Upanishad, die Taittiriya-Upanishad und die Aitareya-Upanishad (die alle noch vor dem 6. Jahrhundert erschienen waren), jedoch vor die Katha-Upanishad, die Mundaka-Upanishad, die Prashna-Upanishad, die Mandukya-Upanishad, die Svetasvatara-Upanishad und die Maitrayaniya-Upanishad. Sie ist außerdem älter als die frühesten Kanons des Buddhismus und des Jainismus.
Sehr ähnlicher Anschauung ist auch Ramachandra Dattatreya Ranade, der jedoch eine etwas unterschiedliche Anordnung vornimmt. Er platziert die Kena-Upanishad in die dritte Gruppe der alten Upanishaden. Wie bereits erwähnt sieht Paul Deussen in der Kena-Upanishad eine Brücke zwischen prosaischer Dichtung und ideenreicher poetischer Kreativität. Auch Moriz Winternitz sieht die Upanishade als vorbuddhistische und vorjainistische Literatur
Die Kena-Upanishade stammt wahrscheinlich aus der Mitte des ersten vorchristlichen Jahrtausends. Viele ihrer Ideen gehen aber auf wesentlich ältere Wurzeln zurück. So finden sich beispielsweise die im Vers 2 geäußerten Vorstellungen bereits im 4. Kapitel, Vers 4 der Brihadaranyaka-Upanishad, aber auch im 8. Kapitel, Vers 12 der Chandogya-Upanishad.

## Aufbau
Die Kena-Upanishad hat insgesamt 4 Kapitel oder Khandas. Der erste Khanda enthält 8 Verse, der zweite Khanda 5 Verse, der dritte Khanda 12 Verse und der vierte Khanda 9 Verse. Somit sind insgesamt 34 Verse vorhanden. Die letzten 6 Verse im vierten Khanda bilden dabei den Epilog. Diese Kernstruktur verteilt sich hierbei über die bereits angesprochenen 13 metrischen Gedichtsverse und über die 15 Prosaverse des Haupttextes sowie über 6 Prosaverse des Epilogs.
Die ersten beiden Khandas der Kena-Upanishad sind Gedichte und die letzten beiden mit einer einzigen Ausnahme Prosa. Vers 9 ist Prosa und daher deplatziert – was Gelehrte vermuten ließ, dass Vers 9 später eingefügt wurde oder dass er eine korrumpierte Version des Originals darstellt. Eine weitere Ungereimtheit stellt der dritte Vers der poetischen Khandas dar (wird gewöhnlich als Vers 3a und Vers 3b gekennzeichnet), da er über 8 Zeilen verfügt, wohingegen alle anderen Verse nur 4 Zeilen in mathematisch-metrischer Anordnung besitzen.
In aufgefundenen Manuskripten Indiens wird die Kena-Upanishad teils unterschiedlich eingeordnet. In südindischen Manuskripten beispielsweise bildet es das neunte Kapitel des Talavakara Brahmana – was auch von Adi Shankara bestätigt wird. Das Burnell Manuskript über den Samaveda ordnet es dem Jaiminia Brahmana zu und platziert es ins 10. Anuvaka des vierten Kapitels.
Generell wird die Kena-Upanishad dem Samaveda zugerechnet, es kann aber auch in Manuskripten des Atharvavedas auftauchen. Der Unterschied zwischen diesen beiden Versionen ist nur gering. In Manuskripten des Samavedas besteht die Upanishade aus vier Khandas, wohingegen der Atharvaveda keinerlei Unterteilungen kennt.

## Inhalt

### Eröffnung

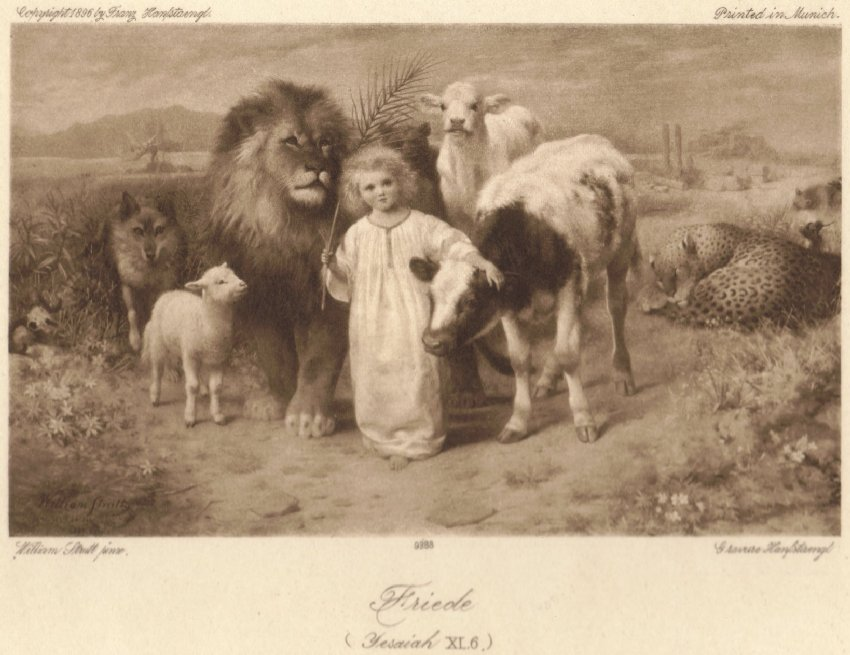
Friede

Wie andere Upanishaden beginnt auch die Kena-Upanishad mit einer Eröffnung, die aus zwei Friedensformeln besteht:

„केनोपनिषत् असहनाववतू सह नौ भूनक्तु सह वीर्यं करवावहै
तेजस्विनावधितमस्तु माविद्विपावहै ॥ १ ॥“

„ओं शान्तिः । शान्तिः । शान्तिः“

„kenopaniṣhat asahanāvavatū saha nau bhūnaktu saha vīryaṃ karavāvahai
tejasvināvadhitamastu māvidvipāvahai“

„oṃ śāntiḥ śāntiḥ śāntiḥ“

„Kenopaniṣhat: Möge (Brahman) uns beiden beistehen. Und möge (Brahman) Gefallen an uns finden. Mögen wir erfolgreich zusammenarbeiten.
Möge das selbstleuchtende Brahman von uns studiert werden. Mögen wir keine Abneigung an uns finden.“

„Om. Friede. Friede. Friede.“

Und weiter:

„आप्यायन्तु ममाङ्गानि वाक्प्राणश्छक्षुः श्रोत्रमथो बलमिन्द्रियाणि छ सर्वाणि सर्वं ब्रह्मौपनिषदं माहं ब्रह्म निराकुर्यां मा मा ब्रह्म
निगकागेदनिरकारणमस्त्वनिराकरणं मेऽस्तु तदात्मनि निरते य उपनिषत्सु धर्मास्ते मयि सन्तु ते मयि सन्तु ॥ २ ॥“

„ओं शान्तिः । शान्तिः । शान्तिः“

„āpyāyantu mamāṅgāni vākprāṇaśchakṣuḥ śrotramatho balamindriyāṇi cha sarvāṇi sarvaṃ brahmaupaniṣadaṃ māhaṃ brahma nirākuryāṃ mā mā brahma
 nigakāgedanirakāraṇamastvanirākaraṇaṃ me'stu tadātmani nirate ya upaniṣatsu dharmāste mayi santu te mayi santu“

„oṃ śāntiḥ śāntiḥ śāntiḥ“

„Mögen alle meine Glieder, Rede, Atem, Auge, Ohr und alle meine Sinne erkräftigen. Alles ist das in den Upanishaden beschriebene Brahman. Lass mich nie Brahman verneinen. Möge Brahman mich nicht verschmähen.
Brahman darf nicht negiert werden. Und Brahman darf uns nicht abweisen. Da ich den Atman wertschätze, so sollen alle in den Upanishaden erwähnten Tugenden in mir ruhen. Sollen sie in mir zu finden sein.“

„Om. Friede. Friede. Friede.“

### 1. Khanda – Natur der Erkenntnis

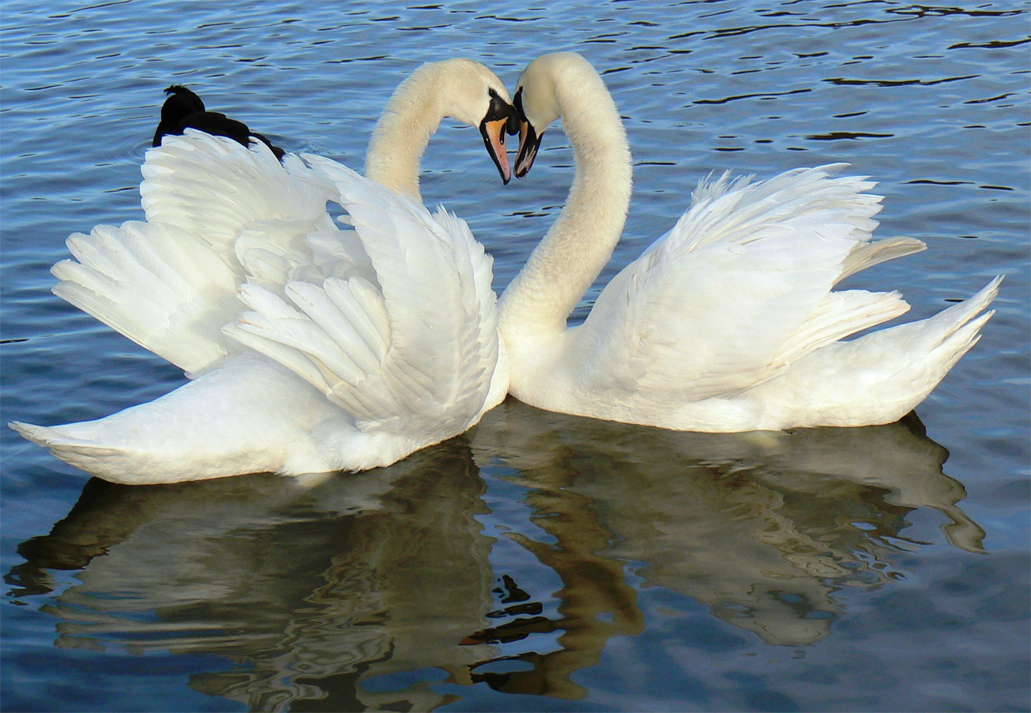
Der Schwan (Haṃsa – हंस) ist ein Symbol für Brahman-Atman in der hinduistischen Ikonographie

Am Beginn der Kena-Upanishad steht die Frage nach des Menschen Natur, nach seinen Ursprüngen und nach seinem Verhältnis zur Erkenntnis und den Sinneswahrnehmungen. Die Erkenntnis findet auf zweierlei Weise statt – empirisch und konzeptuell. Empirisches Wissen ist durch Lehre vermittelbar, es kann beschrieben und auch diskutierend erörtert werden. Bei axiomatischem, konzeptuellen Erkennen ist dies jedoch nicht der Fall. Stattdessen können rein abstrakte Begriffe nur erfahren werden – so auch die höchste Wirklichkeit des Brahmans.

„न तत्र चक्षुर्गच्छति न वाग्गच्छति नो मनो न विद्मो न विजानीमो यथैतदनुशिष्यादन्यदेव तद्विदितादथो अविदितादधि
इति शुश्रुम पूर्वेषां ये नस्तद्व्याचचक्षिरे ॥ ३ ॥“

„na tatra cakṣurgacchati na vāggacchati no mano na vidmo na vijānīmo yathaitadanuśiṣyādanyadeva tadviditādatho
iti śuśruma pūrveṣāṃ ye nastadvyācacakṣire“

„Das Auge gelangt zu ihm (Brahman) nicht und auch nicht Rede oder Verstand. Wir kennen es einfach nicht. Wir wissen auch nicht, wie wir es lehren sollen. Es unterscheidet sich vom Bekannten und steht über dem Unbekannten.
Wir haben es von unseren Erziehern erfahren, die darüber lehrten.“

Im vierten bis achten Vers erklärt die Kena-Upanishad, dass Brahman nicht angebetet bzw. verehrt werden kann, da es keine Attribute besitzt und eine unvorstellbare, unbeschreibbare, ewige und allgegenwärtige Wirklichkeit darstellt. Was der Mensch anbetet ist weder Atman-Brahman noch der Weg zu diesem. Brahman ist vielmehr, was nicht als empirische Realität erfahren werden kann. Es ist die Hörkapazität in den Ohren, es sieht mit den Augen Wahrgenommenes, es erkennt die Worte des Gesprochenen, es riecht den Duft des Atems und es versteht den Sinn der Gedanken. Das Atman-Brahman befindet sich im Menschen und nicht außerhalb als Andachtsobjekt.
So beispielsweise:

„यद्वाचानभ्युदितं येन वागभ्युद्यते
तदेव ब्रह्म त्वं विद्धि नेदं यदिदमुपासते ॥ ४ ॥“

„yadvācānabhyuditaṃ yena vāgabhyudyate
tadeva brahma tvaṃ viddhi nedaṃ yadidamupāsate“

„Was die Sprache (von sich aus) nicht aufzuklären vermag, was aber im Gegenzug Sprache erhellt –
Wisse, allein dies ist Brahman – und nicht was allgemein dafürgehalten wird.“

Und:

„यत्प्राणेन न प्राणिति येन प्राणः प्रणीयते
तदेव ब्रह्म त्वं विद्धि नेदं यदिदमुपासते ॥ ८ ॥“

„yatprāṇena na prāṇiti yena prāṇaḥ praṇīyate
tadeva brahma tvaṃ viddhi nedaṃ yadidamupāsate“

„Was niemand mit dem Atem einatmet, was aber den Atem in sich hereinzieht –
Wisse, allein dies ist Brahman – und nicht was allgemein dafürgehalten wird.“

A. S. Woodburne meint, dass der erste Khanda der Kena-Upanishad das Brahman in einer Weise beschreibt, welche der Beschreibung des Begriffs Glauben im Christentum ähnelt. Adi Shankara sieht jedoch den ersten Khanda als rein monistisch an.

### 2. Khanda – Selbsterkenntnis ist die Quelle innerer Stärke
Der 2. Khanda besteht aus insgesamt 5 Versen (Vers 9 bis Vers 13 inklusive).

„यदि मन्यसे सुवेदेति दहरमेवापि नूनम्
त्वं वेत्थ ब्रह्मणो रूपम् यदस्य त्वं यदस्य देवेष्वथ नु मीमाँस्यमेव ते मन्ये विदितम् ॥ ९ ॥“

„yadi manyase suvedeti daharamevāpi nūnam
tvaṃ vettha brahmaṇo rūpam yadasya tvaṃ yadasya deveṣvatha nu mīmām̐syameva te manye viditam“

„Wenn du meinst es gut zu kennen, dann ist das sicher unbedeutend –
die von dir erkannte Gestalt Brahmans als auch die der Götter. Ich denke daher, dass du weiter (über das Brahman) nachforschen solltest.“

Zu Beginn des 2. Khandas schiebt sich Vers 9 als Prosa mit einer theistischen Thematik ein. Behauptet wird hier, dass die im 1. Khanda vorgestellte Brahman-Verehrung eine Täuschung darstellt, da sich bei ihr Brahman in phänomenaler Form unter die Götter einreiht.
Die Verse 10 bis 13 kehren dann wieder zum Poetischen zurück und beschreiben, was Brahman ist und was Brahman nicht ist. Die Verse 12 und 13 behandeln den Zustand der Selbstverwirklichung (Moksha) und weisen darauf hin, dass Menschen, bei denen das innere Selbst erwacht ist, an innerer Stärke gewinnen, die spirituelle Einheit in allen Lebewesen erkennen und schließlich zur Unsterblichkeit aufsteigen. Charles Johnston bezeichnet diesen Zustand als spirituelles Menschsein.

„प्रतिबोधविदितं मतममृतत्वं हि विन्दते
आत्मना विन्दते वीर्यं विद्यया विन्दतेऽमृतम् ॥ १२ ॥“

„pratibodhaviditaṃ matamamṛtatvaṃ hi vindate
ātmanā vindate vīryaṃ vidyayā vindate'mṛtam“

„Es (Atman-Brahman) wird wohl verstanden, wenn es als Zeuge eine jeden Bewusstseinszustandes aufgefasst wird. Denn dadurch wird Unsterblichkeit erlangt.
Durch sein Selbst kommt er zu Stärke und durch Erkenntnis wird er unsterblich.“

Und:

„इह चेदवेदीदथ सत्यमस्ति न चेदिहावेदीन्महती विनष्टिः
भूतेषु भूतेषु विचित्य धीराः प्रेत्यास्माल्लोकादमृता भवन्ति ॥ १३ ॥“

„iha cedavedīdatha satyamasti na cedihāvedīnmahatī vinaṣṭiḥ
bhūteṣu bhūteṣu vicitya dhīrāḥ pretyāsmāllokādamṛtā bhavanti“

„Wer dieses hier kennt, bewegt sich in Wahrheit. Wer es aber nicht kennt, für den gibt es großen Verlust.
Der Weise erkennt den einen Atman in allen Wesen und wird nach Hintersichlassen dieser Welt unsterblich.“

### 3. Khanda – Allegorie dreier Götter und einer Göttin

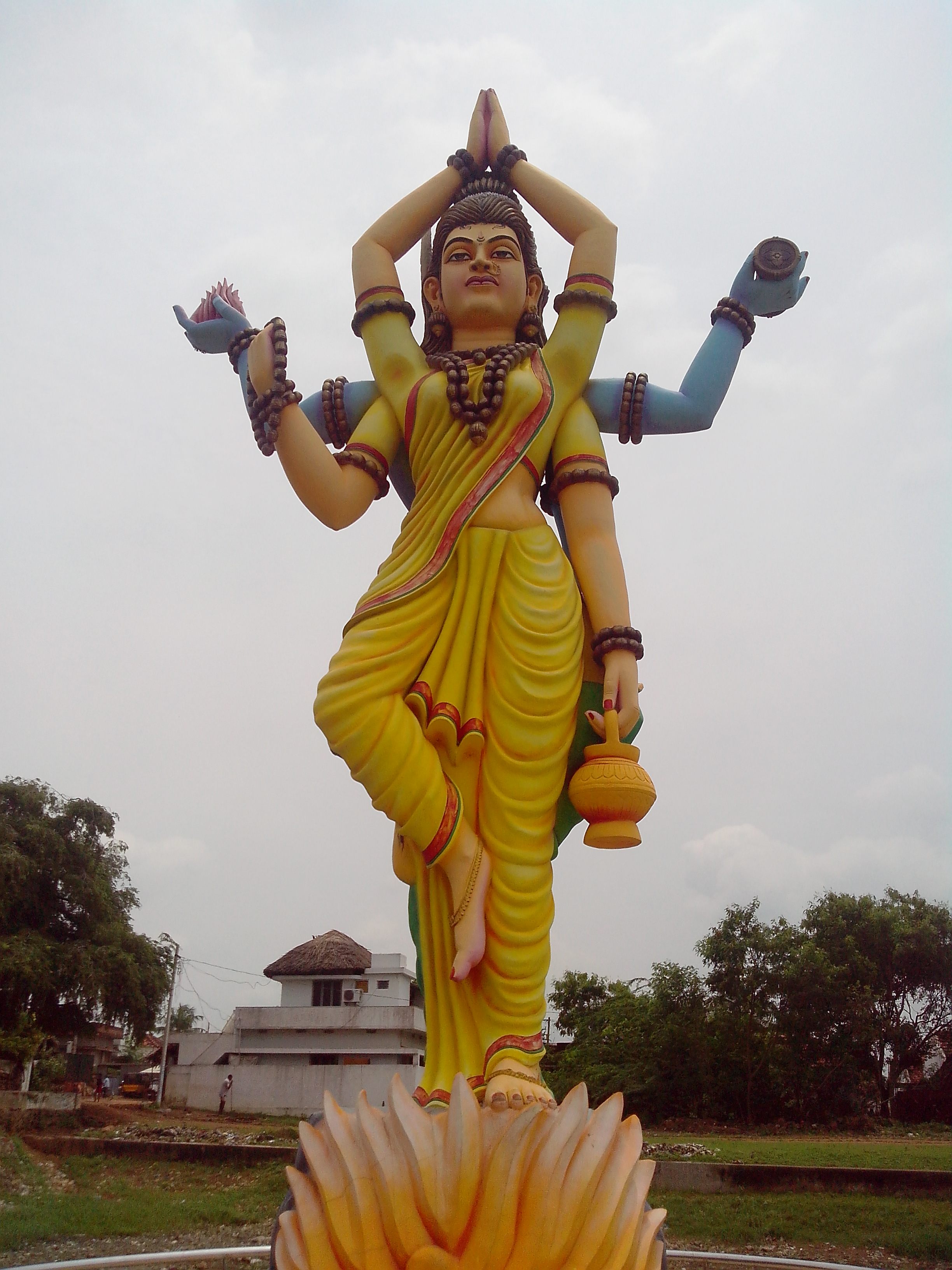
Die Göttin Uma als Aparna

Der dritte Khanda der Kena-Upanishad ist eine Fabel, die im Unterschied zu den ersten beiden Khandas in Prosaform erscheint. Er besteht aus insgesamt 12 Versen (Vers 14 bis Vers 25 inklusive).
Laut Paul Deussen stellt die Fabel eine Allegorie dar. Der Theosoph Charles Johnston bezeichnet diese Allegorie als vorzügliche Sanskritprosa, die in ihrem einfach gehaltenen Stil besticht und eine der tiefgründigsten Passagen aller Upanishaden enthält.

„ब्रह्म ह देवेभ्यो विजिग्ये तस्य ह ब्रह्मणो विजये देवा अमहीयन्त
त अइक्षन्तास्माकमेवायं विजयोऽस्माकमेवायं महिमेति ॥ १४ ॥“

„brahma ha devebhyo vijigye tasya ha brahmaṇo vijaye devā amahīyanta
ta aikṣantāsmākamevāyaṃ vijayo'smākamevāyaṃ mahimeti“

„Das Brahman errang einen Sieg für die Götter, wodurch diese Ruhm erlangten (aufstiegen).
Sie dachten: Dieser Sieg ist allein unser, wie auch der Ruhm nur uns gehört.“

Die Fabel setzt mit dem Krieg zwischen Göttern und Dämonen ein, welchen das Brahman für die Götter gewonnen hatte. Die Götter beanspruchten den Sieg jedoch für sich selbst und stolz verkündeten sie: Dieser Sieg ist unser und unserer Stärke und unserem Ruhm zu verdanken. Das Brahman bemerkte dies natürlich. Es trat vor die Götter, die es aber nicht erkannten. Sie sagten vielmehr: was ist dieses seltsame Wesen? Sie schickten sodann den Feuergott Agni, um herauszufinden, womit sie es zu tun hatten.

„तेऽग्निमब्रुवन् जातवेद एतद्विजानीहि किमेतद्यक्षमिति तथेति ॥ १६ ॥“

„te'gnimabruvan jātaveda etadvijānīhi kimetadyakṣamiti tatheti“

„Sie (die Götter) sprachen zum Feuergott: Oh Jataveda (Kenner der Wesen)! Finde heraus, um was für ein Wesen (Yaksha) es sich hier handelt. So sei es antwortete Agni.“

Agni begab sich somit zum Brahman. Das Brahman fragte:  wer bist du? Agni erwiderte:  Ich bin Agni, der Kenner aller Lebewesen. Das Brahman fragte erneut:  wenn dem so ist, was ist aber dann die Ursache deiner Kraft? Agni entgegnete: Ich verbrenne alles auf Erden. Das Brahman legte sodann etwas Gras vor Agni hin und meinte: Verbrenn dies hier doch! Agni ging zum Gras und versuchte es mit aller Kraft zu verbrennen. Es gelang ihm aber nicht. Er gab schließlich auf und kehrte zu den Göttern zurück. Er sagte ihnen: Mir ist nicht gelungen herauszufinden, was dieses seltsame Wesen ist. Die Götter erkoren dann den Luftgott Vayu und meinten: Oh Vayu, erkunde du doch dieses eigenartige Etwas!

„अथ वायुमब्रुवन्वायवेतद्विजानीहि किमेतद्यक्षमिति तथेति ॥ २० ॥“

„atha vāyumabruvanvāyavetadvijānīhi kimetadyakṣamiti tatheti“

„Sodann wandten sie sich an Vayu: Oh Vayu! Finde doch heraus, was diesen Yaksha ausmacht. Vayu antwortete Ja gut.“

Sodann begab sich Vayu zum Brahman. Auch jetzt fragte das Brahman erneut: wer bist du? Vayu antwortete: Ich bin Vayu, ich erfülle den Raum um Mutter Erde und bewege mich in den Lüften. Hierauf entgegnete das Brahman: schön, was ist die Ursache deiner Kraft? Hierauf Vayu: Alles was sich auf Erden befindet trage ich fort. Auch hier legte das Brahman etwas Gras vor Vayu und meinte: Probiere es doch mal hiermit! Vayu begab sich zum Gras und versuchte es unter Aufbietung aller Kräfte fortzubewegen. Aber es gelang ihm nicht. Auch er musste aufgeben und ging zu den Göttern zurück. Er gestand ihnen ein: Ich bin nicht in der Lage, dieses merkwürdige Wesen einzuordnen. Somit wandten sich die Götter an Indra, den furchtbaren Gott des Blitzes: Gehe doch du, oh Mächtiger, und erkunde dieses seltsame Wesen! Indra antwortete:  So sei es!

„अथेन्द्रमब्रुवन्मघवन्नेतद्विजानीहि किमेतद्यक्षमिति तथेति तदभ्यद्रवत्तस्मात्तिरोदधे ॥ २४ ॥“

„athendramabruvanmaghavannetadvijānīhi kimetadyakṣamiti tatheti tadabhyadravattasmāttirodadhe“

„Dann addressierten sie Indra: Oh Maghavan (Freigebiger)! Untersuche, wer dieses Wesen ist. Indra sagte zu und machte sich auf den Weg. Das Wesen verschwand jedoch.“

Indra ging also zum Brahman. Aber an seiner statt fand er eine wunderschöne Frau voller Weisheit. Sie hieß Uma. Indra fragte sie daher: Was ist dieses eigenartige Wesen?
Die Göttin Uma antwortete:  Das ist das Brahman. Es hat den Sieg errungen, obwohl die Götter diesen für sich beanspruchen. Indra war somit eingeweiht.
Der Tradition entsprechend überragen Agni, Vayu und Indra alle anderen Gottheiten und werden bei Zeremonien und Ritualen zuerst verehrt – denn sie waren die ersten, die das Brahman getroffen und erfahren hatten. Indra steht hierbei an erster Stelle, da er unter allen Göttern das Brahman als erster kannte.
Charles Johnston und Adi Shankara sind der Ansicht, dass diese einfache Geschichte einen hohen Symbolgehalt besitzt. Das Brahman, die drei Götter (ausgesucht aus einer Vielfalt von Hindugottheiten) und die Göttin Uma (ebenfalls eine unter vielen, die zwar spirituelles Wissen über Brahman enthüllt, aber über Brahman selbst nichts weiter aussagt) und die Phrase wunderbares Wesen – all dies spielt allegorisch auf spirituelle Themen in den Upanishaden an. Agni verkörpert das Feuer und steht als Symbol für das natürliche Selbst und die vitalen, feurigen Kräfte in allen Lebewesen und Naturkräften. Vayu hingegen verkörpert den Raum, der alle empirische Existenz umhüllt. Er ist ein Symbol für das mentale Selbst und dessen Gedanken über alles Mögliche. Indra verkörpert den Blitz, das Licht und die Helligkeit und bildet daher ein Symbol für das kausale, bewusste Selbst, das mit dem Licht der Wahrheit korrektes von falschem Wissen trennt. Das Brahman steht für den ewigen Atman. Der Krieg zwischen Göttern und Dämonen symbolisiert den Kampf zwischen Gut und Böse. Die Devas versinnbildlichen hierbei auf allegorische Weise die sinnlichen und intellektuellen Fähigkeiten des Menschen, wobei der Krieg für die Herausforderungen steht, welche dem Menschen auf seinem Gang durchs Leben begegnen. Die Upanishade scheint anzudeuten, dass empirische Vorgänge wie die Zerstörung durch Feuer oder reine Ortsverschiebungen erkenntnismäßig nichts über die Essenz eines Subjekts – hier dem sonderbaren Wesen – aussagen. Sie erinnert ferner daran, dass der Sieg des Guten über das Böse nicht dem manifestierten Selbst zuzuschreiben ist, sondern dem guten und ewigwährenden Kern des Atman-Brahmans.

### 4. Khanda – Ende der Allegorie und Epilog
Der 4. Khanda baut sich aus 9 Versen auf (Vers 26 bis Vers 34 inklusive). Die ersten drei Verse (Vers 26 bis Vers 28) beenden die im 3. Khanda begonnene Allegorie.

„तस्माद्वा इन्द्रोऽतितरामिवान्यान्देवान्स ह्येनन्नेदिष्ठं पस्पर्श स ह्येनत्प्रथमो विदाञ्चकार ब्रह्मेति ॥ २८ ॥“

„tasmādvā indro'titarāmivānyāndevānsa hyenannediṣṭhaṃ pasparśa sa hyenatprathamo vidāñcakāra brahmeti“

„Deswegen überragt Indra die anderen Götter, denn er kam dem Brahman am nächsten und wusste als erster um die Brahman-Natur (des Wesens).“

Der Epilog der Kena-Upanishad ist in den letzten sechs Versen des 4. Khandas enthalten (Vers 29 bis Vers 34). Dieser streicht die Zeitlosigkeit und die Bewusstheit des Brahmans hervor – in etwa vergleichbar mit wunderbaren Aha-Erlebnissen im Leben. Beispiele hierfür sind forcierte Ausrufe bei der Beobachtung eines Blitzes am Himmel oder das Aha!!, das sich einstellt, wenn ein lange vergangenes Ereignis aus unserem Gedächtnis uns plötzlich dessen Bedeutung erschließt. Der Weg zum spirituellen Wissen und zur Selbsterkenntnis ist laut der Kena-Upanishad wunderbar und zeichnet sich in allen Lebewesen durch ein intensives Verlangen aus. Das Wissen um Atman-Brahman wird als Tadvana (tadvana – तद्वन) bezeichnet – ein Zustand transzendentaler Freude und Glückseligkeit.
In den letzten Versen der Kena-Upanishad wird ein Leben mit ethischen Prinzipien als das Fundament von Erkennen des Selbsts als auch von Atman-Brahman propagiert.

„तसै तपो दमः कर्मेति प्रतिष्ठा वेदाः सर्वाङ्गानि सत्यमायतनम् ॥ ३३ ॥“

„tasai tapo damaḥ karmeti pratiṣṭhā vedāḥ sarvāṅgāni satyamāyatanam“

„Selbstkontrolle, Leidenschaftslosigkeit und zeremonielle Handlungen sind das Fundament, wiewohl auch die Veden und ihre Zusatzschriften. Wahrheit ist die Ruhestätte.“

## Kommentare und Übersetzungen
Adi Shankara schrieb zwei Kommentare zur Kena-Upanishad – den Kenopaniṣad Padabhāṣya und den Kenopaniṣad Vākyabhāṣya. In seinem Kommentar zum 3. Khanda setzt Shankara Atman-Brahman mit Ishvara-Parameshvara gleich. Dieselbe Gleichsetzung benutzt Shankara auch in seinem Brihadaranyaka Upanishad Bhasya (in den Versen III.7.3 und IV.4.15), in seinem Bhasya zur Chandogya Upanishad (in den Versen I.1.1 und V.18.1) und in seinem Bhasya zur Katha Upanishad (in der Hymne 11.2.13). Madhva verfasste ebenfalls einen Kommentar. Auch Anandagnana (Ānandajñāna – आनन्दज्ञान) schrieb einen Kommentar über die Kena-Upanishad.
Bis ins späte 19. Jahrhundert waren die Kommentare von Shankara und Anandagnana die einzigen Hinweise auf die Existenz der Upanishade. Es wurde angenommen, dass nach einer Übersetzung ins Persische durch Dara Shikoh die Manuskripte der Upanishade verlorengegangen waren. Im Jahr 1878 fand jedoch Arthur Coke Burnell ein Manuskript und veröffentlichte es etwas später. Der französische Gelehrte Anquetil Duperron veröffentlichte eine Übersetzung in Latein, die auf der persischen Version basierte und die er Kin nannte. Friedrich Windischmann und andere brachten eine deutsche Übersetzung heraus. Die Kena-Upanishad ist von Henry Thomas Colebrooke, Ludwig Poley, Albrecht Weber, Eduard Röer, Archibald Edward Gough und anderen Gelehrten diskutiert worden.
George Haas schließt neben anderen Upanishaden und der Bhagavad Gita eine Lektur der Kena-Upanishad mit ein, welche er als essentiell ansieht, um die wunderbaren alten Schätze hinduistischer, theosophischer Literatur zu verstehen.
Eduard Washburn Hopkins ist der Ansicht, dass die aphoristische Erwähnung tapo dammah karma im Schlussteil der Upanishade darauf hindeutet, wie sehr ethische Prämissen des Yogas in indischen spirituellen Traditionen bereits zur Zeit der Kena-Upanishad akzeptiert waren. Ähnlich auch Krishna Mohan Shrimali, der neben anderen Upanishaden auch die Kena-Upanishad zitiert. Für ihn waren Wahrheitssuche und Erziehung bereits im ersten vorchristlichen Jahrtausend in Indien etabliert. Als eines der Beispiele führt er die Frage-Antwort-Struktur des 1. Khandas in der Kena-Upanishad an. Für Fred Dallmayr verweist die Eröffnung eindeutig auf das Atman-Brahman als primären Fokus.

## Künstlerische Verarbeitungen

### Klassische Musik
Die Eröffnung der Kena-Upanishad inspirierte im Jahr 1990 David Stoll zu seiner Sonate für zwei Pianos.

## Zusammenschau

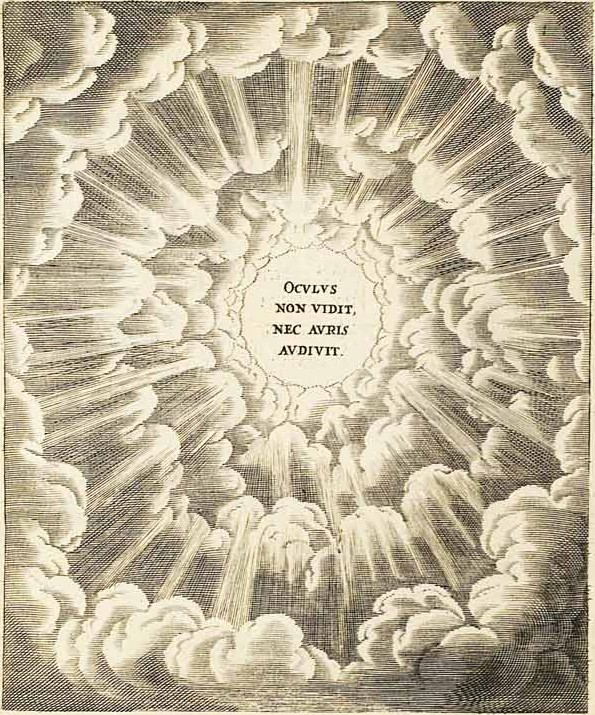
Otto van Veen

Als Teil des Talavakara Brahmana gehört die Kena-Upanishad zum Samaveda. Ihren Namen trägt die Upanishade aufgrund des Anfangswortes Kena. Kena bedeutet durch wen? Dieses Wort stellt auch gleichzeitig das in der Upanishade angesprochene Hauptproblem dar: durch wen werden alle unsere Fähigkeiten letztendlich gewollt und dirigiert?
Die relativ kurze Kena-Upanishad ist eine der bedeutenden Upanishaden, in der die Quintessenz der Lehren altindischer Weiser enthalten ist. Deren spirituelle Suche nach dem Wesen des ultimativen Seins kommt in ihr zum Ausdruck. Hierin verbirgt sich ein tiefes Verlangen nach Weisheit, um die Stellung des menschlichen Lebens in der immanenten Welt und in der allgemeinen Wirklichkeit begreifen zu können. Gesteigert wird die Schönheit der Upanishade durch den Dialog zwischen Lehrer und Schüler, anhand dessen sie ihre Suche vorantreibt.
Die Upanishade gliedert sich in vier Abschnitte. Die ersten beiden sind als Dialog gehalten und erklären, wie jemand erkenntnistheoretisch zum Atman gelangt. Der Atman oder auch das Absolute Bewusstsein können nur rein intuitiv erfasst werden, indem eine Abkoppelung von Verstandes- und Sinnenfunktionen erfolgt. Dies muss vermittels der Intuitivkraft im Selbst erfolgen, die Sinne sind hierzu überhaupt nicht in der Lage. Im dritten Abschnitt werden die Prinzipien der ersten beiden Abschnitte in allegorischer Form beschrieben. Wichtig ist hier, dass die Götter in Wirklichkeit die Sinne verkörpern. Der vierte Abschnitt behandelt dann, wie subjektiv und objektiv über Brahman meditiert werden kann und welche Ergebnisse diese Meditationen erzielen.
In der Kena-Upanishad wird der Gedanke vermittelt, dass Brahman als ultimative Wirklichkeit Ursache, Wesensgrund und Ziel sämtlicher Manifestationen der Erscheinungswelt darstellt. Die Upanishade sieht diese Wirklichkeit als inneres Selbst, das sich hinter unseren Vorstellungen und Eindrücken verbirgt und dennoch von aller Relativität und aller Beschränkung befreit ist. Sie offenbart die spirituelle Realität als eine Erfahrungstatsache – pratibodha viditam matam – Vers 12 – Es (Atman-Brahman) wird wohl verstanden, wenn es als Zeuge eine jeden Bewusstseinszustandes aufgefasst wird. Das Erwachen ist somit meditativ zu erfahren.
Krönender Abschluss ist wahrscheinlich das Erscheinen von Uma (bzw. Haimavati/Parvati), die den Göttern spirituelles Wissen vermitteln muss, da diese in einer Anwandlung von Verblendung und Nachlässigkeit meinten, sie wären tatsächlich allmächtig. Ihnen wurde daher durch richtiges Wissen die Augen geöffnet.
Schließlich legt die Kena-Upanishad großen Wert auf die einzigartige Gelegenheit, die einem die Geburt in menschlicher Form für die spirituelle Entwicklung und für die Entfaltung unserer Seele an die Hand gibt. Darüber hinaus betont sie ausdrücklich, dass Selbstverwirklichung nur in diesem jetzigen Leben erlangt werden kann – verbunden mit der Warnung, dass Selbstverwirklichung im Hier und Jetzt stattfinden muss, da anderenfalls großer Schaden und Verlust eintreten wird. In diesem Universum ist allein das Atman-Brahman real und sämtliche kosmologischen Vorgänge, wie auch unsere Körperfunktionen werden allein vom Atman-Brahman initiiert. Durch Selbstintrospektion, durch Beobachtung der Außenwelt und durch die Suche nach Atman-Brahman können wir dem Kreislauf von Geburt und Tod entrinnen – dieser Ansicht ist jedenfalls der weise Lehrer der Kena-Upanishad.
Interessant dürfte die Tatsache sein, dass die Kena-Upanishad eine sehr subtile, aber dennoch eindeutige, psychologische Analyse liefert, die jeden Sucher bei genauem Befolgen, an die Tore der Transzendenz führen wird.
Zum Schluss sei noch kurz auf die Natur des Para Brahman eingegangen. Die Kena-Upanishad promulgiert hier das Nirguna Brahman (निर्गुण ब्रह्मन् – nirguṇa brahman), den eigenschaftslosen Aspekt des Para Brahmans, die reine transzendentale Existenz. Dieser stellt jedoch eine extrem schwierige Meditation dar. Es ist daher nicht weiter verwunderlich, dass dann in der späteren Epoche der Puranas das Saguna Brahman (सगुण ब्रह्मन् – brahman), die manifestierte göttliche Präsenz, hervorgeholt wurde, wobei sich in diesem Fall die Meditation eben auf eine göttliche Form konzentriert, meist Shiva, Vishnu, Krishna und andere. Dennoch wird sich Gott als allerhöchster Mystiker sämtlichen menschlichen Vorstellungen und Kulten für immer entziehen. Wie soll Begrenztes das Unbegrenzte je verstehen?